# 永和堡等三十九堡军事防御遗迹
永和堡等三十九堡军事防御遗迹，位于山西省忻州市代县沟注山雁门关下，是中华人民共和国山西省文物保护单位之一。
2004年6月10日，授予山西省文物保护单位，是一座古建筑。